# Bailleul-le-Soc
Bailleul-le-Soc é uma comuna francesa na região administrativa de Altos da França, no departamento de Oise. Estende-se por uma área de 14,14 km². Em 2010 a comuna tinha 654 habitantes (densidade: 46,3 hab./km²).